# Gian-Francesco de Maineri
 Gian-Francesco de Maineri ou Francesco Maineri ou encore Gianfrancesco Maineri (Ferrare, v. 1460 - 1535) est un peintre italien actif surtout dans la région de Ferrare et Parme en Émilie-Romagne.

## Biographie
Gian-Francesco de Maineri  est un artiste italien connu pour avoir peint des pièces religieuses très élaborées. Il existe peu d'informations sur sa vie mais il était au vu de sa localisation associé à l'École de peinture de Ferrare et c'est dans cette ville qu'il a exécuté la majeure partie de ses travaux. 
Au National Gallery de Londres est conservée la peinture Vierge à l'Enfant trônant entre un saint soldat et saint Jean-Baptiste, commencée par  Maineri et complétée par un autre artiste de Ferrare, Lorenzo Costa  (1460-1535).

## Œuvres
- Christ portant la Croix, Galerie des Offices, Florence.
- Christ portant la Croix, musée de l'Ermitage, Saint-Pétersbourg.
- Saint Sébastien  (v. 1500), huile sur bois, Samuel H. Kress Foundation.
- Vierge à l'Enfant en majesté avec saint, Fitzwilliam Museum, Cambridge.
- Vierge à l'Enfant trônant entre un saint soldat et saint Jean-Baptiste (achevé par Lorenzo Costa), National Gallery, Londres.
- Scène du Sacrifice, Institut d'art de Chicago, Chicago.
- Flagellation du Christ, Museo Poldi Pezzoli, Milan.
- Saint Jérôme en pénitence, musée des beaux-arts de Lyon

## Sources
- Voir liens externes